# Olympische Zwischenspiele 1906/Teilnehmer (Norwegen)
| Gelbes Symbol für Goldmedaillen mit stilisierten Olympischen Ringen | Graues Symbol für Silbermedaillen mit stilisierten Olympischen Ringen | Braundes Symbol für Bronzemedaillen mit stilisierten Olympischen Ringen |
| ------------------------------------------------------------------- | --------------------------------------------------------------------- | ----------------------------------------------------------------------- |
| 1                                                                   | 1                                                                     | —                                                                       |

Norwegen nahm an den Olympischen Zwischenspielen 1906 in Athen, Griechenland, mit 32 Sportlern teil. Dabei konnten eine Gold- und eine Silbermedaille gewonnen werden.

## Medaillengewinner

### Olympiasieger
| Name | Sportart | Wettkampf    |
| --- | -------- | ------------ |
| Carl Albert Andersen Oskar Bye Conrad Carlsrud Harald Eriksen Oswald Falch Ingvar Fredrikssen Andreas Hagelund Harald Halvorsen Karl Hägensen H. Hemsen Peter Hol Eugen Ingebretsen Per Jespersen Finn Münster Frithjof Olsen Carl Alfred Pedersen Rasmus Petersen Thorleif Petersen Torleif Röhn Johan Stumpf Kristian Tjerdingen | Turnen   | Riegenturnen |

### Zweiter
| Name                                                                   | Sportart | Wettkampf                         |
| ---------------------------------------------------------------------- | -------- | --------------------------------- |
| Ole Holm Albert Helgerud John Møller Gudbrand Skatteboe Julius Braathe | Schießen | Freies Gewehr, Mannschaft (300 m) |

## Teilnehmer nach Sportarten

### Leichtathletik
- Conrad Carlsrud
Speerwurf (freier Stil): Achter

- Halfdan Bjølgerud
Hochsprung: Sechster

- Oscar Guttormsen
Dreisprung: Vierter

- Otto Haug
Stabhochsprung: Fünfter

- Arne Halse
Speerwurf (freier Stil): Siebter

- Carl Alfred Pedersen
Dreisprung: Achter

- Fritz Skullerud
5 Meilen (8.047 m): DNF

### Schießen
- Julius Braathe
Freies Gewehr, Mannschaft (300 m):  Zweiter
Freies Gewehr, Einzel (300 m): Sechster
Militärgewehr (200 m, Modell des Jahres 1874): 26.
Militärgewehr (300 m): Sechster

- Asmund Enger
Militärgewehr (200 m, Modell des Jahres 1874): 29.
Militärgewehr (300 m): 19.

- Albert Helgerud
Militärrevolver (20 m): 31.
Freies Gewehr, Mannschaft (300 m):  Zweiter
Freies Gewehr, Einzel (300 m): Neunter
Militärgewehr (200 m, Modell des Jahres 1874): 16.
Militärgewehr (300 m): Neunter

- Ole Holm
Freies Gewehr, Mannschaft (300 m):  Zweiter
Freies Gewehr, Einzel (300 m): Elfter
Militärgewehr (200 m, Modell des Jahres 1874): Vierter
Militärgewehr (300 m): 15.

- John Møller
Freies Gewehr, Mannschaft (300 m):  Zweiter
Freies Gewehr, Einzel (300 m): Elfter
Militärgewehr (200 m, Modell des Jahres 1874): Vierter
Militärgewehr (300 m): 15.

- Ole Tobias Olsen
Militärrevolver (20 m): 29.
Freies Gewehr, Einzel (300 m): Zwölfter
Militärgewehr (200 m, Modell des Jahres 1874): 21.
Militärgewehr (300 m): Elfter

- Gudbrand Skatteboe
Freies Gewehr, Mannschaft (300 m):  Zweiter
Freies Gewehr, Einzel (300 m): Vierter
Militärgewehr (200 m, Modell des Jahres 1874): 14.
Militärgewehr (300 m): Achter

### Turnen
- Carl Albert Andersen
Einzelmehrkampf (5 Übungen): 23.
Riegenturnen:  Olympiasieger

- Oskar Bye
Riegenturnen:  Olympiasieger

- Conrad Carlsrud
Riegenturnen:  Olympiasieger

- Harald Eriksen
Riegenturnen:  Olympiasieger

- Oswald Falch
Riegenturnen:  Olympiasieger

- Kristian Fjerdingen
Riegenturnen:  Olympiasieger

- Yngvar Fredriksen
Riegenturnen:  Olympiasieger

- Karl Haagensen
Riegenturnen:  Olympiasieger

- Andreas Hagelund
Riegenturnen:  Olympiasieger

- Harald Halvorsen
Riegenturnen:  Olympiasieger

- Peter Hol
Riegenturnen:  Olympiasieger

- Eugen Ingebretsen
Riegenturnen:  Olympiasieger

- Per Jespersen
Riegenturnen:  Olympiasieger

- Finn Münster
Riegenturnen:  Olympiasieger

- Frithjof Olsen
Riegenturnen:  Olympiasieger

- Carl Alfred Pedersen
Riegenturnen:  Olympiasieger

- Thorleif Petersen
Riegenturnen:  Olympiasieger

- Rasmus Petersen
Riegenturnen:  Olympiasieger

- Thorleiv Røhn
Riegenturnen:  Olympiasieger

- Johan Stumpf
Riegenturnen:  Olympiasieger